# Чернявский, Георгий Владимирович
Георгий Владимирович Чернявский укр. Георгій Володимирович Чернявський; род. 31 июля 1946, Ташкент, Узбекская ССР, СССР) — советский и украинский государственный деятель, дипломат. Заслуженный работник культуры Украины.

## Биография

### Образование
В 1970 году окончил отделение переводчиков факультета романо-германской филологии Киевского государственного университета имени Т. Г. Шевченко по специальности «переводчик-референт английского и французского языков».

### Карьера
В 1970—1972 годах проходил срочную службу в Советской армии.
С апреля 1973 года — референт, старший референт президиума, а с 1978 года — заведующий отделом и член Президиума Украинского общества дружбы и культурных связей с зарубежными странами.
С ноября 1986 года — старший референт, а с 1990 года — заведующий сектором международных связей Секретариата Верховного Совета УССР.
С февраля 1992 года — заведующий отделом государственного протокола, С ноября 1992 по январь 2000 года — руководитель Службы протокола Президента Украины, а с января 2000 по сентябрь 2002 года — начальник управления государственного протокола и церемониала Президента Украины.
С 2002 по 26 августа 2005 года — Советник Президента Украины.
С 26 августа 2005 по 28 декабря 2012 года— Чрезвычайный и Полномочный Посол Украины в Итальянской Республике.
С 22 декабря 2005 по 28 декабря 2012 года — Постоянный представитель Украины при Продовольственной и сельскохозяйственной организации ООН (ФАО).
С 13 марта 2006 по 28 декабря 2012 года — Чрезвычайный и Полномочный Посол Украины в Сан-Марино по совместительству.
С 19 апреля 2006 по 28 декабря 2012 года — Чрезвычайный и Полномочный Посол Украины на Мальте по совместительству.
5 июля 2007 года распоряжением Президента Украины уполномочен на подписание от имени Украины Протокола (в форме обмена нотами) между Украиной и Суверенным военным Орденом Госпитальеров Святого Иоанна Иерусалимского, Родоса и Мальты об установлении официальных отношений.

## Награды
- Орден князя Ярослава Мудрого V степени (31 июля 2011 года) — за значительный личный вклад в развитие отечественной дипломатической службы, подъем авторитета Украины на международной арене, многолетний добросовестный труд[8]
- Орден «За заслуги» І степени
- Орден «За заслуги» IІ степени
- Орден «За заслуги» IIІ степени (4 февраля 2002 года) — за весомые достижения в труде, высокий профессионализм[9]
- 4 медали
- Заслуженный работник культуры Украины
- Почётная грамота Президиума Верховного Совета УССР
- Орден Дружбы (Россия, 2 августа 2001 года) — за заслуги в развитии российско-украинского сотрудничества[10]
- Великий офицер ордена «За заслуги перед Итальянской Республикой» (Италия, 28 октября 1996 года)[11]
- Командор ордена Святого Григория Великого (Ватикан, 4 декабря 2001 года)[12][13]
- Большой крест ордена Заслуг (Португалия, 16 апреля 1998 года)[14]
- Командор ордена Великого князя Литовского Гядиминаса (Литва, 4 ноября 1998 года)[15]
- Нагрудный знак «За защиту прав человека» (Уполномоченный Верховной Рады Украины по правам человека, 2008 год) — за активную деятельность по защите прав украинских трудовых мигрантов[16]

## Дипломатический ранг
- Чрезвычайный и Полномочный Посол Украины (1996)

## Владение языками
Кроме украинского, владеет русским, английским, итальянским и французским языками.